# جورج يمين
جورج يمّين ولد في زغرتا ، لبنان في 10 أبريل 1955 - توفي في لبنان عام 2000) كان شاعرًا لبنانيًا ومديرًا إعلاميًا وناقدًا أدبيًا وفنيًا في صحيفة النهار اليومية.
حصل على درجة البكالوريوس في الأدب العربي ، وأصبح مديرًا لإذاعة لبنان الحر الموحد من عام 1984 إلى عام 1987. وفي العام الأخير من عام 1987، عُيّن مديراً للصحافة الوطنية في شمال لبنان. وكان أيضًا عضوًا في جمعية الكتاب والملحنين وناشري الموسيقى (SASEM).
كان جورج يمين معروفًا بكتابة كلمات الأغاني التي تنوعت في مواضيع مختلفة، والتي غناها عدد من الفنانين اللبنانيين المشهورين. العناوين تشمل:
- عميما الخليل - يا رفاقي الأبرياء[1]
- سميرة توفيق - على نبع مر ساركيس جنة
- سامي حوات - على الميدان تلاقينا
- جوزيف نصيف - المعمورة بالكورة
- وديع الصافي - اليوبيل
- نور الملاّح - بدي بعلو
- جورج وسوف - دلي تلجي
- غسان صليبا - إهدن عروس
- عزار حبيب - إهدن جمال
- ماجدة الرومي - ها أعطينا
- راغب علامة - حب الهوى
- جورج وسوف - جاي أنا غني
- غسان شدراوي - جنة على الميدان
- سمير يزبك - كمشة التراب
- جوزيف أبو ملهب - خلف
- راغب علامة - ليل وتلج
- غسان شدراوي - ليل ودبب
- أسمرا - يا ليل إهدن يا حلو
- هيام يونس وجوزيف أبو مراد
- صباح - تل الربيع
- هيام يونس - تل الربيع
- يولا بندالي - ورق الخريف
- جوزيف أبو ملهب - يا طيارة

كما كتبت يمين أيضًا نص فيلم للأطفال بعنوان أماني تحت قوس قزح. وقد كتب بنفسه كلمات الأغاني الموجودة فيها.
توفى جورج يمين في عام 2000.[بحاجة لمصدر] حصل على وسام الشرف اللبناني.

## روابط خارجية
- تسجيلات موسيقى يمين
- جورج يمين على موقع شجرة عائلة إهدن